# Camille Levast
Pas d'image ? Cliquez ici

a Compétitions nationales et continentales officielles uniquement.

Dernière mise à jour le 22 juillet 2018.
Camille Levast, né le 27 septembre 1976 à Pithiviers, est un joueur de rugby à XV français qui évolue au poste de deuxième ligne au sein de l'effectif du CS Bourgoin-Jallieu (1,95 m pour 95 kg).

## Carrière de joueur
- Jusqu'en 1999 : FC Grenoble
- 1999-2003 : RC Aubenas
- 2003-2005 : US Oyonnax
- 2005-2008 : Stade rochelais
- 2008-2014 : CS Bourgoin-Jallieu
- 2019 : US Montmélian

## Carrière d'entraineur
- 2014-2016 : CS Bourgoin-Jallieu

## Palmarès
- Finaliste des phases finales de Pro D2 : 2007